# C/2009 K5 (McNaught)
C/2009 K5 (McNaught) – kometa nieokresowa, pochodząca najprawdopodobniej spoza granic Układu Słonecznego.

## Odkrycie
Kometa została odkryta 27 maja 2009 roku przez Roberta McNaughta (Australia).

## Orbita komety
Orbita komety C/2009 K5 (McNaught) ma kształt hiperboli o mimośrodzie 1,0008. Jej peryhelium znalazło się w odległości 1,42 j.a., jej nachylenie do ekliptyki to wartość 103,88˚. Kometa minęła swe peryhelium 30 kwietnia 2010 roku.